# Henry Cooke
Henry Cooke, znany też jako Captain Cooke (ur. 14 września 1616, przypuszczalnie w Lichfield w hrabstwie Staffordshire, zm. 13 lipca 1672 w Hampton Court w hrabstwie Surrey) – angielski śpiewak (bas), pedagog i kompozytor.

## Życiorys
Przypuszczalnie był synem Johna Cooke’a, chórzysty Chapel Royal. Śpiewał w Chapel Royal jako dziecko. Podczas angielskiej wojny domowej walczył po stronie króla Karola I. Dosłużył się w armii stopnia kapitana (captain), który do końca życia pozostał jego pseudonimem. W okresie Republiki działał jako śpiewak i aktor. Przypuszczalnie odwiedził wówczas Włochy. Po restytucji monarchii w 1660 roku wstąpił na służbę u króla Karola II, otrzymując posadę nadwornego śpiewaka, kompozytora i muzyka zespołu King’s Private Musick, a także kierownika chóru dziecięcego Chapel Royal. Do jego wychowanków należeli Pelham Humfrey, Michael Wise, John Blow, Thomas Tudway, William Turner, Robert Smith i Henry Purcell.
Od 1662 roku pełnił funkcję wicemarszałka, a od 1670 roku marszałka stowarzyszenia muzyków londyńskich Corporation of Music. Został pochowany w opactwie westminsterskim.

## Twórczość
Za życia wysoko ceniony jako śpiewak. Zasłużył się  przede wszystkim jako odnowiciel i reformator zlikwidowanego w okresie rządów Cromwella chóru Chapel Royal. Wprowadził do jego praktyki wykonawczej elementy stylu włoskiego, a w 1662 roku pierwsze instrumentalne sinfonie. Zachowały się 32 skomponowane przez niego anthemy.